# Makroglony
Makroglony, makroalgi – określenie glonów widocznych gołym okiem, w większości potocznie nazywanych wodorostami. Są to glony stosunkowo duże (jednak pojęcie jest to nieostre), wielokomórkowe. Mają plechy o różnej morfologii – glony nitkowate, skorupiaste, tworzące maty, a także przypominające pokrojem wodne rośliny naczyniowe lub liście. Część makroglonów jest jednocześnie uznawana za makrofity. Stan biocenoz makroglonów i tzw. traw morskich jest jednym z elementów biologicznych wykorzystywanych do oceny i klasyfikacji stanu ekologicznego przybrzeżnych wód morskich wskazywanych w Ramowej Dyrektywie Wodnej (w polskim systemie monitoringu wód jest to element „makroglony i okrytozalążkowe” odpowiadający elementowi „fitobentos” badanemu w wodach słodkich, podczas gdy ocena stanu makroglonów słodkowodnych wchodzi w skład wskaźników makrofitowych (Makrofitowy Indeks Rzeczny, Makrofitowy Indeks Stanu Ekologicznego). Niektóre makroglony mogą tworzyć zbiorowiska roślinne klasyfikowane zgodnie z zasadami fitosocjologii dotyczącej roślin naczyniowych, np. ramienice tworzą łąki ramienicowe. Morskie makroglony tworzą zbiorowiska określane jako lasy wodorostów.
Makroglony występują w różnych grupach taksonomicznych (brunatnice, krasnorosty, zielenice, Charophyta (szeroko rozumiane ramienice)). 

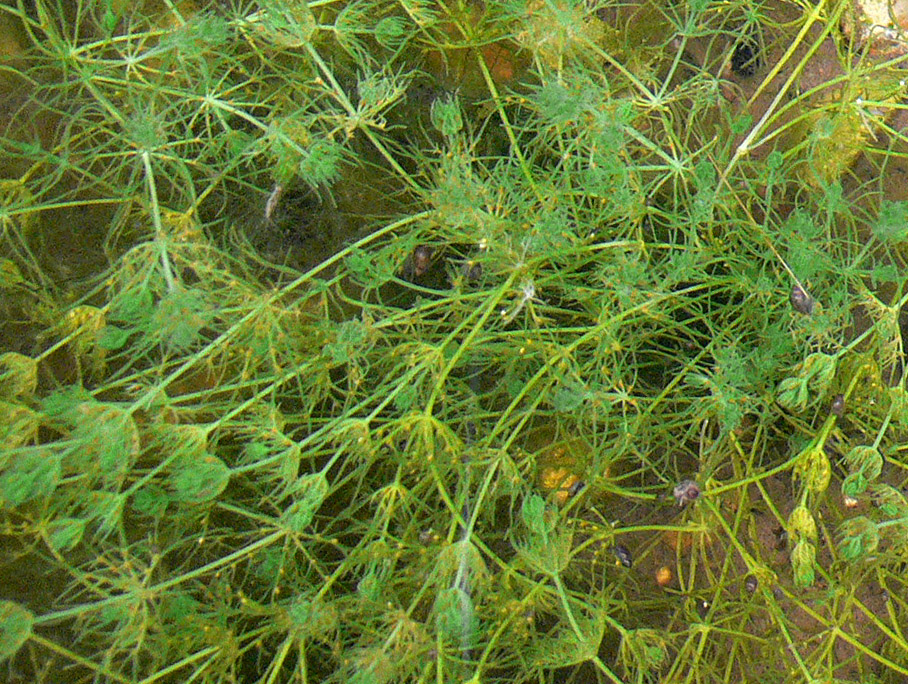
Ramienice (Chara sp.)
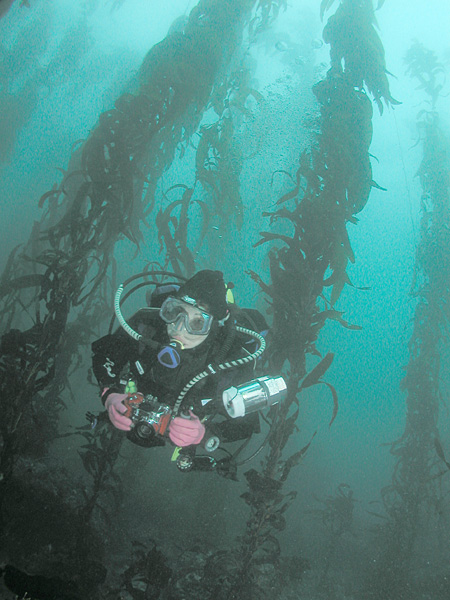
Wielkomorszcz gruszkonośny – największy makroglon
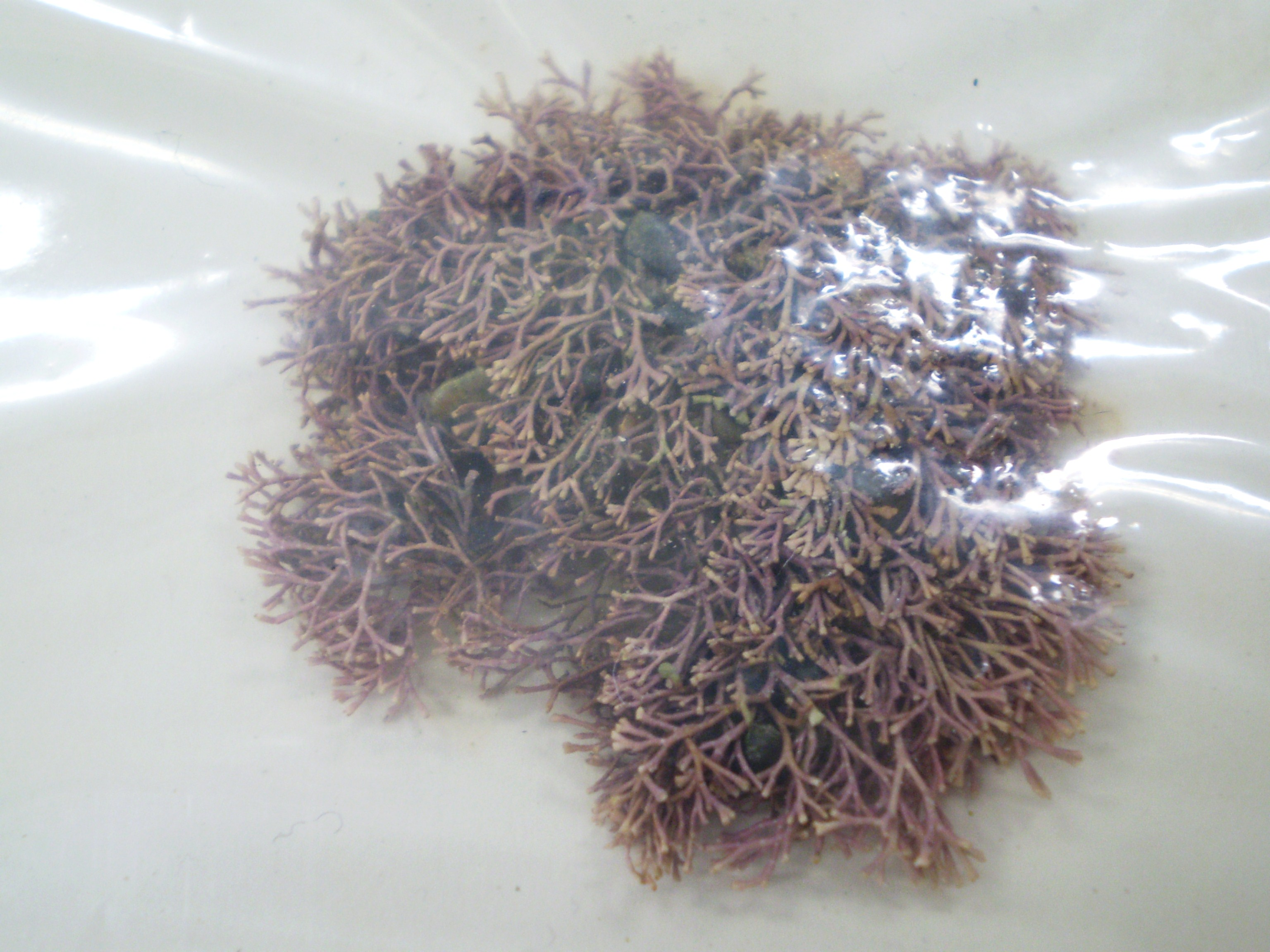
Corallina pilulifera (krasnorost)
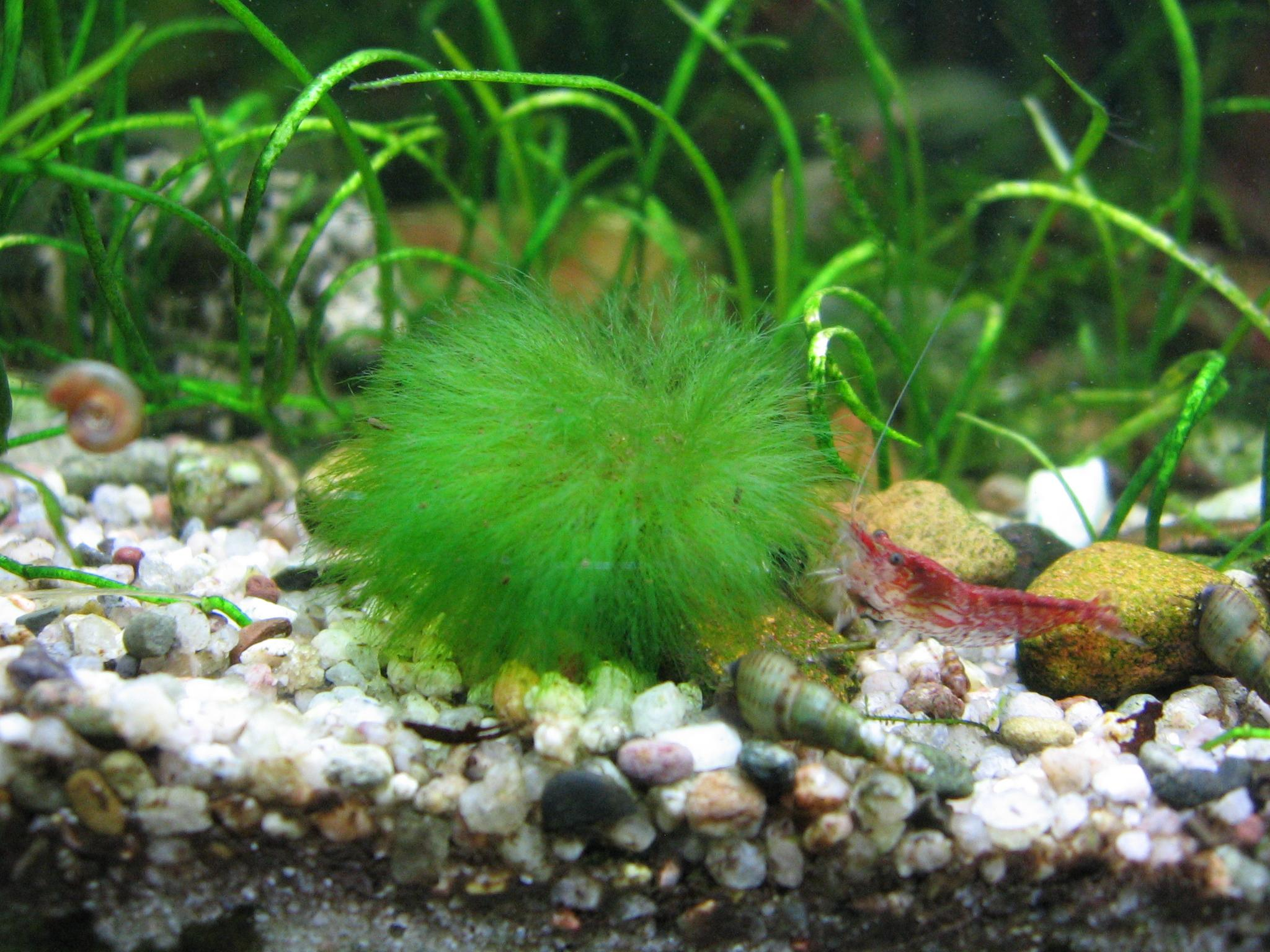
Gałęzatka (zielenica nitkowata)